# Peja (papoušek)
Peja (Prosopeia) je rod papoušků z čeledi Psittaculidae, žijících na ostrovech Fidži a Tonga. Řadí se sem tři druhy, z nichž nejznámější a nejrozšířenější je peja červenolesklý (Prosopeia tabuensis).

## Seznam druhů

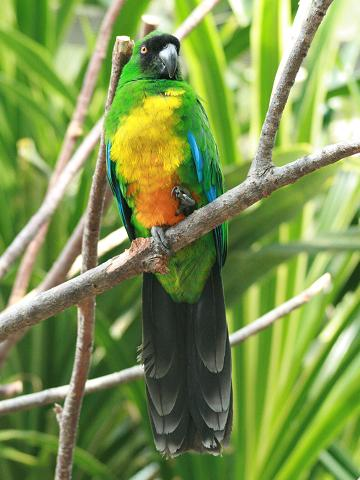
Peja škraboškový (Prosopeia personata)

- Peja červenolesklý (Prosopeia tabuensis)
- Peja kadavský (Prosopeia splendens)
- Peja škraboškový (Prosopeia personata)